# Jacek Szczurowski
Jacek Szczurowski (Vorname auch Hyacinthus; * 15. August 1716 in Rotruthenien; † nach 1773) war ein polnischer Jesuit,  Musiker und Komponist. Er war einer der ersten polnischen Komponisten von Sinfonien (1740, leider verschollen.)

## Leben
Szczurowski wurde in Rotruthenien in Polen-Litauen geboren. Er trat am 14. November 1735 als Novize in ein Jesuitenkloster ein und erhielt am 20. November 1737 die Niederen Weihen. Schon während seines Noviziats war er Mitglied des von den Jesuiten geleiteten Krakauer Musikkollegs. Im Inventar des Kollegs von 1741 sind bereits 38 Werke von Jacek Szczurowski erwähnt. Er diente dem Präfekten des Kollegs als Assistent und war später Küster in Klöstern in Kalisz, Krosno, Danzig, Thorn, Krakau, Jarosław, Posen und Wałcz (bei Poznań: von hier stammt die letzte Aufzeichnung über ihn.) Er starb nach 1773; das genaue Todesdatum ist nicht bekannt.
Es sind nur wenige seiner Vokalkompositionen erhalten, obwohl Szczurowski einer der produktivsten polnischen Komponisten des 18. Jahrhunderts war. Er komponierte im Stil des italienischen Spätbarocks und stellte dabei oft hohe virtuose Anforderungen (die in den Jesuitenkapellen damals erfüllt werden konnten). Einige Kompositionen, wie die Missa Emmanuelis, verwenden Motive zeitgenössischer Volksmusik. 

## Werke
(Quelle)
- Memento rerum conditor, 4vv, 2 vn, 2 hn, bc.
- Dziecino Boże (Das Christuskind), 1v, 2 ob, bc.
- Messe in D, 2vv, 2 vn, 2 clarinos, bc.
- Vesperae pro sanctis, 2vv, 2 vn, 2 clarinos, bc, inc.
- Missa Emmanuelis, 4vv, 2 vn, 2 hn, bc, PL-Pa.
- Caeli cives occurite, SATB, 2 vn, 2 clarinos, bc, CZp.
- Domine non sum diguns, 1v, 2 vn, bc, Pu.
- Litaniae de BVM, 4vv, 2 vn, 2 clarinos, bc.
- 38 geistliche und instrumentale Werke, ehemals im Jesuitenkolleg in Krakau, verschollen